# National City (Kalifornija)
National City je grad u američkoj saveznoj državi Kalifornija. Prema popisu stanovništva iz 2010. u njemu je živjelo 58.582 stanovnika.